# Georges Lurcy
Pour les articles homonymes, voir Georges Lévy.
Léon Georges Lurcy, né Léon Georges Lévy est un banquier français né à Paris le 6 février 1891, mort le 2 octobre 1953 à New York. banquier et industriel français, il est le fondateur de la société des Hydravions Georges Lévy (1911-1937). Célèbre collectionneur, sa vente après décès a permis la création de la fondation Georges Lurcy.

## Biographie

Hydravion Lévy-Le Pen HB2, conçu par Maurice Jules-Marie Le Pen et construit par Georges Lévy au sein de la société Hydravions Georges Lévy (1919).

Modeste employé de la banque Rothschild, il y déploie ses talents dans l'achat et la revente de valeurs mobilières.
Il crée à Argenteuil (Val-d'Oise) en 1911 des ateliers pour la construction de canots de compétition et d’hydroaéroplanes. En 1913, il obtient les brevets sur des hydravions et cofonde la société des Hydravions Georges Lévy. Les premières réalisations de la firme, dont le siège est établi rue de Cormeille à Levallois (Hauts-de-Seine), sont des hydravions destinés à la Marine Nationale. En 1914, Georges Lévy achète les Ateliers de Bezons (Val d'Oise) pour poursuivre son oeuvre.
Réformé en 1914, il parvint à partir au front d'où il est renvoyé à cause de son état de santé. Il se tourne alors vers la construction d'hydravions, en confiant la direction d'une usine, située à Argenteuil, aux ingénieurs Le Pen et Blanchard. Cette innovation technique est une réussite. Il est fait officier de l'ordre national de la Légion d'honneur en 1930.
Durant l'entre-deux guerres, il achète le château de Meslay-le-Vidame en 1924, et comble de ses bienfaits cette commune (don au cimetière en 1935 et financement d'un réseau d'eau potable avec château d'eau) dont il sera maire de 1935 à 1940. En raison des persécutions raciales, il change son patronyme en Lurcy, inspiré par le domaine de Lurcy-Lévis où le comte de Waldner-Freudnstein l'avait invité. Son épouse, Alice Snow Barbee, d'origine américaine, le persuade d'émigrer aux États-Unis, ce qu'il fait rapidement en léguant, avant de partir, son château au XVIe arrondissement de Paris. À New York, il reprend son activité de banquier, et ses achats artistiques, mais mourra atteint par un cancer en 1953.
Il laisse son château au XVIe arrondissement de Paris et sa collection d'art d'une valeur de 2 231 235 $ à une fondation portant son nom qui finance des bourses d'études aux Français voulant faire un master ou un doctorat aux États-Unis en histoire, sciences politiques, sociologie, arts, littérature, musique, danse, cinéma, beaux-arts, droit, et dont le mémoire ou la thèse est en lien avec ce pays.

## Ventes après décès
La vente après décès des collections de peinture de Georges Lurcy fut organisée à New York par Parke Bernet, sous le marteau d'ivoire de Louis J. Marion le 7 novembre 1957. Un tableau de Vuillard: Bouquet d'arbres aux Tuileries fut adjugé 70 000 $ ; l'acteur Edward G. Robinson  obtint un Bouquet de fleurs de Derain et une nature morte de Braque : La Saucisse ; David Rockefeller s'adjugea la Baignade à Saint-Brieuc de Paul Signac pour 31 000 $ ; l'ancien ambassadeur américain à Paris, Douglas Dillon s'offrit un Monet : la Femme au jardin pour 92 500 $ et l'armateur Alex Goulandris une scène de Tahiti de Gauguin pour l'équivalent de 12 millions de francs ; enfin un Renoir La Serre fut acheté par Henry Ford II. Le produit total fut de 2 221 235 $ soit 900 millions de francs. Ce fut la première fois qu'une retransmission télévisée fut organisée pour le public n'ayant pu être installé dans la salle principale. D'autres vacations dispersèrent les différentes collections d'œuvres d'art de G. Lurcy.
Une fondation portant son nom finance des bourses d'études aux Français voulant faire un master ou un doctorat aux États-Unis en histoire, sciences politiques, sociologie, arts, littérature, musique, danse, cinéma, beaux-arts, droit, et dont le mémoire ou la thèse est en lien avec ce pays.

## Œuvres provenant de sa collection
- Eugène Boudin, La Terrasse, Philadelphie, Philadelphia museum of art, lot 7 de la vente.
- Camille Pissarro, Après-midi ensoleillée au Pont-Neuf, idem, lot 22 de la vente.

## Distinctions
- Officier de la Légion d'honneur (1930)[11]

### Sites externes
- Fondation Georges Lurcy
- Les hydravions Georges Lévy
- Alice Lurcy and Georges Lurcy Papers, 1937-1981 (documents d'archives numérisés)
- « Levy-Besson 200 ch » (consulté le 4 juillet 2019).
- Gérard Hartmann, « Les hydravions Georges Lévy », sur La Coupe Schneider et hydravions anciens. Dossiers historiques hydravions et moteurs (consulté le 4 juillet 2019).
- dzier, « Re: Courses 1921-1925 », sur pit-lane.biz, sam 2 juil 2016 (consulté le 5 juillet 2019).
- (en) « Afternoon Sunshine, Pont Neuf. Camille Pissarro, French, 1830 - 1903 », sur Philadelphia Museum of Art, 2019 (consulté le 5 juillet 2019).
- (en) Danielle Fasig, « Collection Number: 05541 / Collection Title: Alice Lurcy and Georges Lurcy Papers, 1937-2011 », sur Southern Historical Collection, janvier 2013 (consulté le 5 juillet 2019).

- Notices d'autorité :   - VIAF
  - ISNI
  - LCCN
  - GND
  - WorldCat